# Fluturoaica
Fluturoaica (în sârbă Лептирица, Leptirica) este un film de groază sârb (iugoslav)  de televiziune din 1973, bazat pe povestirea „După nouăzeci de ani” (în sârbă После деведесет година, 1880) a scriitorului sârb Milovan Glišić. Filmul a fost realizat de regizorul sârb Đorđe Kadijević. Leptirica este considerat primul film de groază sârb și este considerat unul dintre cele mai bune filme de groază din Serbia și din fosta Iugoslavia. Filmul a fost realizat în satul Zelinje, în apropierea râului Drina, lângă orașul Zvornik. În sat încă se află celebra moară care apare în acest film. Radio Televiziunea Sârbă a actualizat digital acest film clasic și a avut premiera la 12 ianuarie 2019.

## Prezentare
Un bătrân morar aude sunete ciudate care vin din pădure. În timp ce el doarme, o piatră de moară încetează deodată să mai funcționeze și o creatură ciudată asemănătoare omului, cu mâini negre și dinți lungi ca niște cuie îi mușcă gâtul bătrânului. 
După scena de groază de deschidere, filmul se transformă într-o poveste romantică între un tânăr sărac Strahinja (Petar Božović) și o fată frumoasă Radojka (Mirjana Nikolić). Radojka este fiica moșierului Živan (Slobodan Perović), acesta refuză să-i dea voie să se căsătorească cu Strahinja. Dezamăgit, Strahinja părăsește satul și pleacă la Zarožje. El se întâlnește cu țăranii care discută despre moara blestemată și acceptă oferta lor de a lucra ca morar. Noaptea el stă în moară și supraviețuiește atacului creaturii și află numele ei - Sava Savanović. Sătenii o vizitează pe cea mai bătrână femeie dintr-un sat vecin și o întreabă dacă există un mormânt al cuiva numit Sava Savanović undeva în apropiere. După ce au găsit locul în care este îngropat trupul său, ei găuresc sicriul cu o țepușă și un fluture iese afară. 
Țăranii îl ajută pe Strahinja să o ia pe Radojka de acasă și să o aducă la Zarožje. În timpul nopții, în timp ce sătenii pregătesc nunta, Strahinja se strecoară în camera viitoarei sale soții, în timp ce ea doarme. În timp ce el o dezbrăcă, descoperă o gaură sângeroasă sub sânii ei și își dă seama că are forma găurii pe care au făcut-o în sicriul lui Sava. Radojka deschide ochii și se transformă într-o creatură păroasă dezgustătoare, care se urcă pe gâtul lui Strahinja în timp ce încearcă să fugă. Ea îl duce la mormântul lui Sava, unde el reușește să ia țepușa din sicriu și să o înțepe. 
Filmul se încheie cu Strahinja întins pe pământ fără suflare, cu un fluture în păr mișcându-și aripile. 

## Distribuție
- Mirjana Nikolić ca Radojka
- Petar Božović ca Strahinja
- Slobodan Perović ca Živan
- Vasja Stanković ca Kmet
- Aleksandar Stojković ca țăran
- Tanasaije Uzunović în calitate de preot
- Ivan Đurđević ca țăran
- Branko Petković ca țăran
- Toma Kuruzović ca Vule

## Vezi și
- Listă de filme de groază din 1973
- Listă de filme cu vampiri
- Listă de filme iugoslave
- Listă de filme de groază din anii 1970